# Le Change
Le Change korábbi község Franciaországban, Dordogne megyében. Lakosainak száma 640 fő (2018. január 1.). Le Change Blis-et-Born, Eyliac és Bassillac községekkel határos.
2017. január 1-jén öt másik korábbi községgel egyesült és az így létrejött Bassillac et Auberoche új község része lett.

## Népesség
A település népességének változása:
| Lakosok száma | 381  | 412  | 451  | 516  | 541  | 602  | 608  | 615  | 620  | 640  |
|               | 1968 | 1975 | 1982 | 1990 | 1999 | 2011 | 2013 | 2015 | 2017 | 2018 |